# Liste des souverains de Géorgie

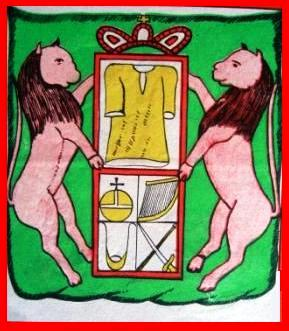
Armoiries des Bagratides, d'après l'historiographie de Vakhoucht Bagration (XVIIIe siècle).

La liste des souverains de Géorgie est la liste des rois et reines qui régnèrent sur la Géorgie unifiée de 1010 à 1490, à l'exception de certaines périodes : de 1014 à 1104, de 1258 à 1329, de 1387 à 1412, de 1446 à 1453 et à partir de 1465.
Le dernier monarque officiel de Géorgie fut le roi Constantin II, sous lequel la division du royaume est de jure reconnue par un conseil national en 1490. La date de naissance de la Géorgie est, en revanche, sujette à controverse. Le royaume de Géorgie est fondé à partir de l'unification de la Colchide (1350 av. J.-C. – 164 av. J.-C.) et du royaume d'Ibérie (299 av. J.-C. – 600 apr. J.-C.). La date admise la plus reculée est l'avènement de Pharnabaze Ier, en 299 av. J.-C. Ses successeurs, qui régnèrent jusqu'au VIe siècle, ne sont généralement pas considérés comme rois de la Géorgie, mais de l'Ibérie (actuelle Karthli), ne comprenant pas l'Abkhazie (Géorgie occidentale). Par ailleurs, certains considèrent parfois le couronnement du prince Adarnassé IV Bagration comme « roi des Kartvels » en 888 comme l'évènement qui marque la fondation de la Géorgie. Mais on peut considérer la Colchide comme un des premiers royaume géorgien.
Les monarques sont numérotés d'une façon particulière. En effet, la numération des rois commence avec les souverains ibères. Ainsi, le premier roi est connu sous le nom de Bagrat III car ses prédécesseurs homonymes étaient des princes-primats d'Ibérie et des rois des Kartvels aux IXe et Xe siècles. David IV le Reconstructeur (aussi appelé David II par certaines sources) et Vakhtang II suivent la même règle.

## Titulature
Le titre des monarques géorgiens a évolué au cours des âges :
- De 1350 av. J.-C. à 164 av. J.-C. : Roi de Colchide.
- De 299 av. J.-C. à 580 : roi d'Ibérie (en géorgien : ქართლის მეფე).
- De 588 à 891 : les princes géorgiens prennent le titre de prince-primat d'Ibérie (en géorgien : ქართლის ერისმთავარი), avec l'accord de Byzance, de la Perse ou des Arabes.
- De 888 à 1008 : le prince Adarnassé IV Bagration est proclamé « roi des Kartvels » (en géorgien : ქართველთა მეფე), avec l'aide de l'Arménie.
- De 1014 à 1101 : en raison de l'unification de l'Abkhazie et de l'Ibérie (1008) et de la séparation de la Kakhétie (1014), les monarques portent le titre de roi des Abkhazes et des Kartvels.
- De 1101 à 1490 : pendant son règne, le roi David IV le Bâtisseur prend le titre de roi des Kartvels, des Abkhazes, des Kakhs, des Rans et des Arméniens, roi de Chirvan et roi des chahs.
- De 1490 à 1762 : un conseil national, en 1490, divise la Géorgie en trois royaumes : le Karthli, la Kakhétie et l'Iméréthie.
- De 1762 à 1801 : le roi Héraclius II de Kakhétie unifie durant son règne le Karthli et la Kakhétie et fonde le royaume de Kartl-Kakhétie.

## Liste des monarques
(Tous les rois géorgiens appartiennent à la dynastie des Bagratides)
| Rang                                        | Portrait                       | Nom                                                       | Règne              | Titres                                                | Notes |
| ------------------------------------------- | ------------------------------ | --------------------------------------------------------- | ------------------ | ----------------------------------------------------- | --- |
| 1                                           | Bagrat III                     | Bagrat III (v. 960 – 7 mai 1014)                          | 1010 – 1014        | Roi des Abkhazes, des Kartvels, des Kakhs et des Rans | Il est le premier roi de la Géorgie unifiée. |
| 2                                           | Georges Ier                    | Georges Ier (996 – 16 août 1027)                          | 1014 – 1027        | Roi des Abkhazes et des Kartvels                      | Il perd les territoires de Kakhétie et d'Héréthie en 1014. |
| 3                                           | Bagrat IV                      | Bagrat IV (1018 – 24 novembre 1072)                       | 1027 – 1072        | Roi des Abkhazes et des Kartvels                      | En 1048, il réduit l'émir de Tiflis à l'état de vassal. Son demi-frère Démétrius usurpe le trône à deux reprises (1035-1040 et 1047-1053). |
| 4                                           | Georges II                     | Georges II (mort en 1089)                                 | 1072 – 1089        | Roi des Abkhazes et des Kartvels                      | En 1080, il prête allégeance au sultan seldjoukide Malik Shah. |
| 5                                           | David II                       | David IV le Reconstructeur (v. 1070/73 – 24 janvier 1125) | 1089 – 1125        | Roi de Géorgie                                        | Il se libère de la domination seldjoukide dès le début de son règne et reprend la Kakhétie en 1104, Tiflis en 1122 et l'Arménie en 1124. |
| 6                                           | Démétrius Ier                  | Démétrius Ier (mort en 1156)                              | 1125 – 1155        | Roi de Géorgie                                        | Il est détrôné en 1155 par son fils aîné David V. |
| 7                                           |                                | David V (mort en 1155)                                    | 1155               | Roi de Géorgie                                        | Il meurt après six mois de règne. |
| 8                                           | Démétrius Ier                  | Démétrius Ier (mort en 1156)                              | 1155 – 1156        | Roi de Géorgie                                        | Il reprend le trône à la mort de son fils. |
| 9                                           | Georges III                    | Georges III (mort le 6 avril 1184)                        | 1156 – 1184        | Roi de Géorgie                                        | Il soumet une grande partie de l'Arménie dans les années 1170. |
| 10                                          | Tamar la Grande                | Tamar le Roi (1160 – 18 janvier 1213)                     | 1184 – 1213        | « Roi et Reine des Reines » de Géorgie                | Associée au trône à partir de 1178, elle porte la Géorgie à son apogée à partir des années 1190. Elle nomme comme rois associés son premier mari Georges de Russie (1185-1187), le second David Soslan (1193-1207) et enfin son fils Lacha-Georges (1208-1213). |
| 11                                          | Georges IV                     | Georges IV Lacha (1194 – 18 janvier 1223)                 | 1213 – 1223        | Roi de Géorgie                                        | Le royaume subit les premières incursions des Mongols dans les années 1220. |
| 12                                          | Rousoudan Ire                  | Rousoudan Ire (v. 1195 – 1245)                            | 1223 – 1245        | Reine de Géorgie                                      | Après une invasion du sultan de Khorassan Jalal ad-Din, la reine doit accepter le statut de vassal des Mongols en 1242. |
| 13                                          | David VI                       | David VI Narinn (1225 – 1293)                             | 1245 – 1258        | Roi de Géorgie                                        | Il est roi en Géorgie occidentale à partir de 1258. |
| 14                                          | David VII                      | David VII Oulou (1215 – 1270)                             | 1247 – 1258 – 1270 | Roi de Géorgie Roi de Géorgie orientale               | Il est co-roi avec David VI à partir de 1247. Il devient uniquement maître de la Géorgie orientale à partir de 1258. |
| Régence (1270 – 1273) : Sadoun Mankaberdeli |                                |                                                           |                    |                                                       | |
| 15                                          | Démétrius II devant son peuple | Démétrius II le Dévoué (1259 – 12 mars 1289)              | 1270 – 1289        | Roi de Géorgie orientale                              | Il se révolte contre la domination mongole et est exécuté en 1289 pour cette raison. |
| 16                                          |                                | Vakhtang II (mort en 1292)                                | 1289 – 1292        | Roi de Géorgie orientale                              | Fils de David VI. |
| 17                                          |                                | David VIII (mort en 1310)                                 | 1292 – 1310        | Roi de Géorgie orientale                              | En opposition à Georges V (1301 – 1310), Vakhtang III (1301 – 1307) et Georges VI (1307-1310). |
| 19                                          |                                | Georges V le Brillant (1286/89 – 1346)                    | 1301 – 1329 – 1346 | Roi de Géorgie orientale Roi de Géorgie               | Il se libère de la domination mongole dès le début de son règne et unifie la Géorgie occidentale et orientale en 1329. |
| 18                                          |                                | Georges VI le Petit (mort en 1318)                        | 1307 – 1318        | Roi de Géorgie orientale                              | Il est confirmé par les Mongols en 1314 mais toujours en opposition à Georges V. |
| 20                                          |                                | David IX (mort en 1360)                                   | 1346 – 1360        | Roi de Géorgie                                        | Il associe au trône son fils Bagrat V en 1355. |
| 21                                          |                                | Bagrat V le Grand (mort en 1395)                          | 1360 – 1387 – 1395 | Roi de Géorgie Roi de Géorgie orientale               | Il devient vassal de Tamerlan en 1386 et perd le contrôle de la Géorgie occidentale en 1387. |
| 22                                          |                                | Georges VII (mort en 1405)                                | 1395 – 1405        | Roi de Géorgie orientale                              | Il se révolte contre Tamerlan mais redevient son vassal chrétien vers 1400. Il affronte par la suite les Turcomans et est tué par eux en 1405. |
| 23                                          |                                | Constantin Ier (1369 – décembre 1412)                     | 1405 – 1412        | Roi de Géorgie orientale                              | En 1412, il est tué par les Turcomans dans une bataille. |
| 24                                          |                                | Alexandre Ier le Grand (mort en 1446)                     | 1412 – 1442        | Roi de Géorgie                                        | Il abolit dès le début de son règne le royaume de Géorgie occidentale, annexe une partie de l'Arménie et se libère de la menace des Turcomans. Il abdique en 1442 et entre dans les ordres monastiques.                                                         |
| 25                                          |                                | Vakhtang IV (1413 – 1446)                                 | 1442 – 1446        | Roi de Géorgie                                        | Sa mort en 1446 entraîne une querelle de succession. |
| 26                                          |                                | Démétrius III (mort en 1453)                              | 1446 – 1453        | Roi de Géorgie occidentale                            | Roi légitime, il ne contrôle que la partie occidentale du pays, le reste étant dans les mains de son demi-frère Georges VIII. |
| 15                                          | Georges VIII                   | Georges VIII (1415/17 – 1476)                             | 1446 – 1453 – 1465 | Roi de Géorgie orientale Roi de Géorgie               | Roi de facto en Géorgie orientale à la mort de Vakhtang IV, Georges VIII règne sur un royaume unifié de 1453 à 1465, avant de se proclamer roi en Kakhétie. |
| 28                                          |                                | Bagrat VI (1435 – 1478)                                   | 1465 – 1478        | Roi de Karthli-Iméréthie                              | Il contrôle uniquement la Géorgie occidentale et centrale et devient vassal des Turcomans à partir de 1478. |
| 29                                          |                                | Constantin II (1447 – 1505)                               | 1478 – 1483 – 1490 | Roi de Karthli-Iméréthie Roi de Karthli               | Le roi ne contrôle plus que le centre du pays à partir de 1483 et un conseil national officialise la division du pays en 1490. |

## Autres

### Prétendants actuels
- David Bagrationi-Moukhraneli

### Sources
- Cyrille Toumanoff, Les dynasties de la Caucasie chrétienne de l'Antiquité jusqu'au XIXe siècle : Tables généalogiques et chronologiques, Rome, 1990, p. 525-526.
- Nodar Assatiani et Alexandre Bendianachvili, Histoire de la Géorgie, Paris, l'Harmattan, 1997, 335 p. [détail des éditions] (ISBN 2-7384-6186-7, présentation en ligne).
- Marie-Félicité Brosset, Histoire de la Géorgie depuis l’Antiquité jusqu’au XIXe siècle, v. 1-7, Saint-Pétersbourg, 1848-58, (lire ce livre avec Google Books : , ).
- Marie-Félicité Brosset dit Brosset « Jeune », Chronique géorgienne, Société royale asiatique de France, Paris, 1830 (lire ce livre avec Google Books : ).
- Christian Settipani, Continuités des élites à Byzance durant les siècles obscurs. Les princes caucasiens et l'Empire du VIe au IXe siècle, de Boccard, Paris, 2006  (ISBN 978-2-7018-0226-8).